# Aleksandr Popov (fizician)
Aleksandr Stepanovici Popov (în limba rusă: Александр Степанович Попов, n. 4 martie (calendarul iulian)/16 martie (calendarul gregorian) 1859 - d. 13 ianuarie (calendarul iulian)/31 decembrie1905 (calendarul gregorian)) a fost un fizician rus care a reușit prima transmisie publică a unui semnal prin unde radio. Cinstea de a fi inventatorul transmisiei radio nu i-a revenit lui însă, deoarece a neglijat să facă o cerere pentru patentarea marii sale invenții.
Aleksandr Popov s-a născut în satul Turinskie Rudniki (azi Krasnoturinsk, regiunea Sverdlovsk) în Munții Ural, în familia unui preot. Încă din tinerețe s-a arătat foarte interesat de științele naturii. Tatăl lui s-a străduit să-i asigure o cât mai bună educație, trimițându-l la studii la seminarul din Perm, iar, mai apoi, la Universitatea de stat din Sankt Peterburg. După ce a absolvit în 1882, Popov a început să lucreze ca asistent într-unul din laboratoarele universității. Datorită finanțării slabe a acestui institut de învățământ superior, el a plecat să predea la Școala rusă de torpile navale din Kronstadt din insula Kotlin.
Începând cu ultimul deceniu al secolului al XIX-lea, el a continuat experimentele făcute de Heinrich Hertz. În 1894 el a construit primul lui receptor radio, un detector de unde electromagnetice (coerorr). Acest aparat a fost perfecționat mai apoi, fiind transformat în detector de fulgere și a fost prezentat Societății ruse de fizică și chimie pe 7 mai 1895. (Această zi a fost sărbătorită în Federația Rusă ca "Ziua Radioului"). În același an și-a publicat și primul articol despre invenția lui. În martie 1896, Popov a efectuat transmisii radio între diferite clădiri ale capitalei. După ce a aflat de sistemul lui Guglielmo Marconi, Popov a efectuat comunicații între o navă și o stație terestră de recepție pe distanțe de la 10 km (1898) până la 50 km (1899). În 1900, stația radio înființată de Popov pe insula Gogland a intermediat comunicația prin telegraful fără fir între baza navală rusească și vasul de linie Admiral Apraksin. Apraksin a eșuat pe insula Gogland din Golful Finic în noiembrie 1899. Echipajul nu s-a aflat în pericol, dar vasul a rămas imobilizat, de vreme ce marea a început să înghețe. Deși vasul nu a fost deteriorat în timpul eșuării, părea că va fi zdrobit de ghețurile plutitoare. Datorită vremii nefavorabile, dar și datorită încurcăturilor birocratice, echipajul de pe Apraksin nu a reușit să monteze o stație radio de emisie-recepție până în ianuarie 1900. Până în cele din urmă, pe 5 februarie, a fost recepționat mesaje clare transmise prin telegraful fără fir. Mesajele radio erau transmise prin intermediul unei stații la aproximativ 40 km depărtare, pe insula Kotka, în dreptul litoralului finlandez. A fost aleasă Kotka ca stație radio intermediară, deoarece era stația cea mai apropiată de insula Gogland și care era în legătură permanentă cu Statul Major rusesc. Până la sfârșitul lui aprilie, când nava Apraksin a fost eliberată dintre ghețuri de spărgătorul de gheață Ermak, de la stația radio de pe insula Gogland s-au emis 440 de telegrame oficiale. În afara echipajului rusesc, datorită semnalelor SOS emise prin telegrafia fără fir, spărgătorul de gheață Ermak a salvat și 50 de pescari finlandezi, eșuați pe o mică banchiză de gheață plutind în apele golfului. Cam în aceeași perioadă, Guglielmo Marconi făcea primele sale transmisii radio.
În 1901, Aleksandr Popov a fost numit profesor la Institutul Electrotehnic din Rusia care în zilele noastre îi poartă numele. În 1905 a fost ales în funcția de director al institutului. În același an a murit în urma unei hemoragii cerebrale pe 31 decembrie (calendarul iulian)/13 ianuarie (calendarul gregorian).